# Gauswheel

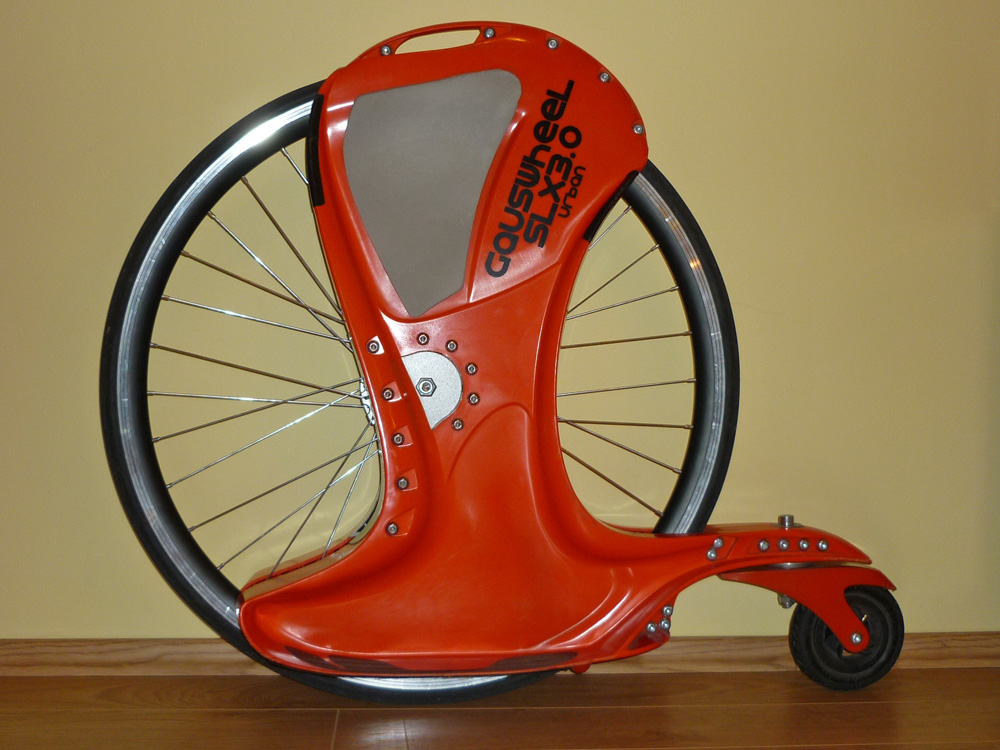
Gauswheel SLX 3.0 narancs

A gauswheel kétkerekű sporteszköz, amely leginkább roller és gördeszka ötvözetére hasonlít. Szálerősítésű polietilén vázában elöl egy 26 colos, küllős biciklikerék, hátul pedig egy csapos felfüggesztésen szabadon forgó, kis átmérőjű kerék található.
A kétoldalt található talpakra lehet felállni, egyik lábbal ráállva és a testsúlyt ráhelyezve a váz nekiszorul a térdnek, a másik lábbal pedig lehet lökni előre, mint egy rollert. Egy minimális sebességet elérve mindkét lábbal ráállva lehet egyenesen, vagy cikkcakkban – síelő mozdulatokkal – haladni.
A kis átmérőjű műanyag kerékkel rendelkező görkorcsolyával és gördeszkával ellentétben a nagy átmérőjű biciklikeréknek köszönhetően kisebb a gördülési ellenállása, a mozgási energia kisebb része alakul vibrációvá és zajjá. Használata nagyban hasonlít a síelésre is, hasonlóan kell egyensúlyozni és fordulni vele, mint ahogy síléccel tennénk.

## A gauswheel története
A név a két magyar feltalálója, Göczey András és Ungár Soma nevének kezdőbetűiből ered. Az alapötlet Göczey András építész-formatervezőé. Az első prototípust még a 80-as évek elején készítette, amely még acélcső vázas, Camping bicikli-kerekes volt. 2001-ben Ungár Soma ipari formatervező segítségével folytatta a fejlesztést. Körülbelül 20-30 prototípust készítettek, mire a végleges forma kialakult. Az első, Kínában sorozatgyártott darabokat még Magic Wheelnek hívták.
A piaci tesztelés Hollandiában kezdődött 2010-ben. A tapasztalatok alapján továbbgondolt legutóbbi modell az SLX 3.0, amely már Magyarországon is kapható. Az eszköz Európában, Amerikában és Kínában is védett szabadalom.